# Incheon United
Der Incheon United Football Club ist ein Fußballfranchise aus Incheon, Südkorea. Aktuell spielt das Franchise in der K League Classic, der höchsten Spielklasse Südkoreas.

## Geschichte
Gegründet wurde das Franchise Ende 2003. Incheon war eine der 10 Städte, in denen die WM 2002 stattfand, wodurch der Wunsch entstand, ein Fußballfranchise der Stadt zu haben. Das Franchise wurde unter dem Namen Incheon FC gegründet, aber bereits im Dezember 2003 in Incheon United FC umbenannt. Der erste Trainer des neuen Vereins war Werner Lorant.
Man versuchte einen sehr guten Kader zusammenzustellen, um gleich in der ersten Saison eine gute Platzierung in der Liga zu erreichen. So wurde u. a. Alpay Özalan von Aston Villa verpflichtet. Der erste Gegner in der Ligageschichte des Franchises war am 3. April 2004 der Jeonbuk Hyundai Motors. Das Spiel endete mit einem torlosen Remis. Am 3. Spieltag konnte der erste Sieg in der K-League gefeiert werden, als Incheon den damals amtierenden Meister Seongnam Ilhwa Chunma mit 1:0 besiegen konnte. Nach der ersten Halbserie musste Werner Lorant seinen Posten Ende August 2004 räumen. Incheon United war mit nur 9 Punkten Tabellenletzter. Die zweite Serie lief wesentlich besser und man konnte noch 17 Punkte holen, wurde aber trotzdem am Ende der Saison nur Vorletzter.
2005 lief es wesentlich besser für Incheon. Nach einem 2. Platz am Ende der ersten Runde und einem 3. Platz am Ende der zweiten Runde war Incheon für die Meisterschaftsplayoffs qualifiziert. Im Halbfinale besiegten sie Busan IPark mit 2:0. Im Finale wartete Ulsan Hyundai. Im Hinspiel verlor Incheon klar mit 5:1, der 2:1-Sieg im Rückspiel war nur noch Ergebniskosmetik. Nach Ende der Saison hatte Incheon United den höchsten Zuschauerschnitt der Liga mit 24.353 Zuschauern.
In der Folgesaison lief es in der Liga nicht mehr so gut und Incheon United wurde lediglich Neunter. Allerdings konnte man erstmals das Halbfinale im Pokal erreichen, welches Incheon erst im Elfmeterschießen verlor. Dasselbe Schicksal erlitt Incheon ein Jahr später, als sie erneut im Halbfinale des Pokals gegen die Chunnam Dragons antraten. 2007 wurden sie erneut Neunter.
Seitdem erreicht die Mannschaft immer Platzierungen im Mittelfeld. So belegte sie 2012 den 9. Platz.
Für die AFC Champions League konnte sich das Franchise noch nie qualifizieren.

## Stadion

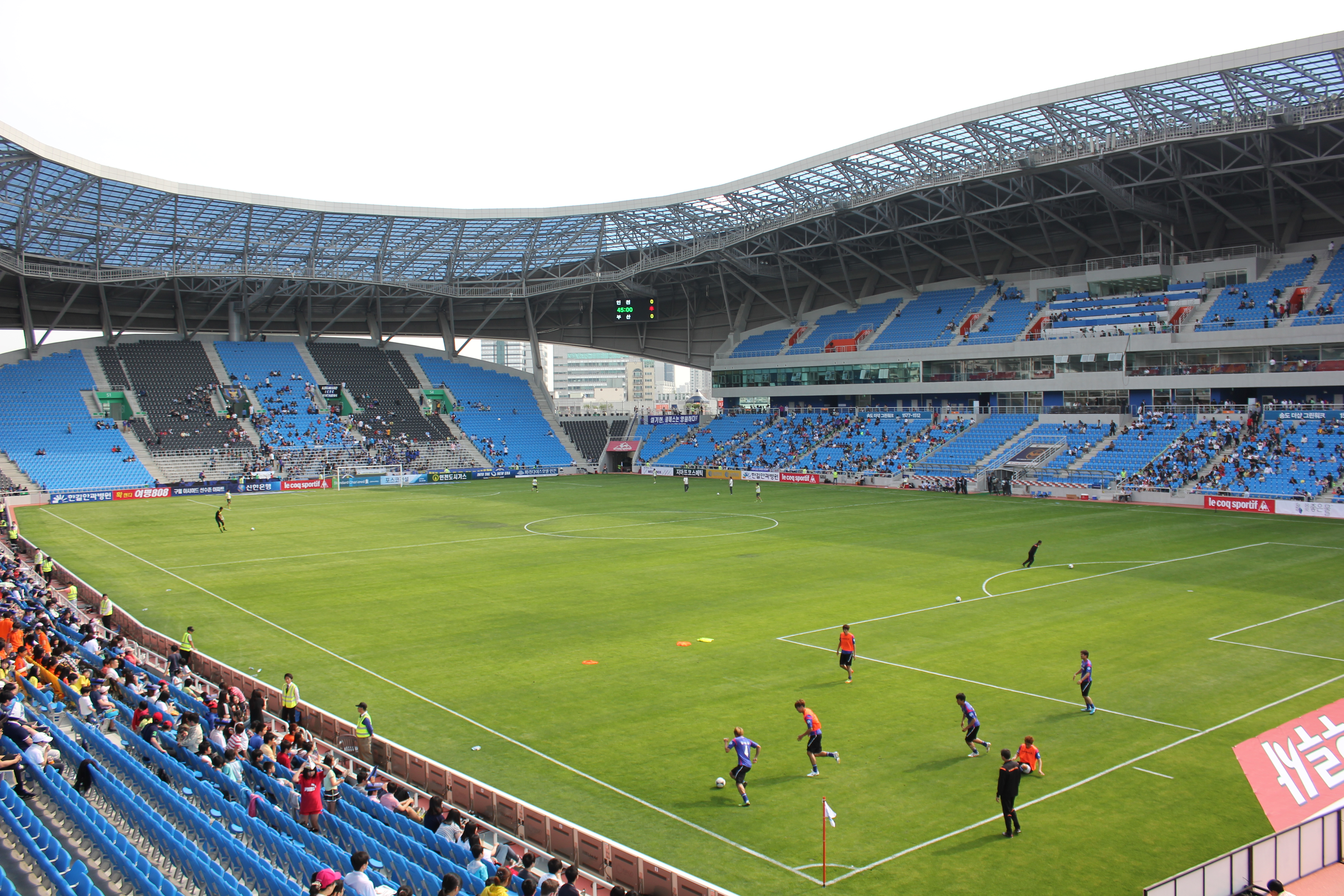
Incheon-Fußballstadion

Von der ersten Saison 2004 bis 2011 trug das Franchise seine Heimspiele im Incheon-Munhak-Stadion aus. Das Stadion wurde für die Fußball-Weltmeisterschaft 2002 errichtet. Es hatte eine Kapazität von 50.256 Zuschauern.
2008 wurde mit dem Bau eines kleineren Stadions begonnen, da das Incheon-Munhak-Stadion zu groß ist und nicht dem Franchise gehört. Das Stadion wurde 2012 fertiggestellt. Es heißt Incheon-Fußballstadion und hat eine Kapazität von 20.891 Zuschauern. Es wurde an der Stelle des 1934 errichteten Incheon-Civil-Stadions gebaut.

## Erfolge

### National
- Südkoreanischer Vizemeister: 2005

- Südkoreanischer Pokalfinalist: 2015

## Saisonplatzierung
| Saison | Kl.              | Level | Platz | Tore  | Punkte | FA Cup            |
| ------ | ---------------- | ----- | ----- | ----- | ------ | ----------------- |
| 2004   | K League         | 1     | 12.   | 20:29 | 26     | Sechzehntelfinale |
| 2005   | K League         | 1     | 2.    | 36:26 | 45     | Achtelfinale      |
| 2006   | K League         | 1     | 9.    | 24:27 | 33     | Halbfinale        |
| 2007   | K League         | 1     | 9.    | 30:32 | 33     | Halbfinale        |
| 2008   | K League         | 1     | 7.    | 29:30 | 36     | Sechzehntelfinale |
| 2009   | K League         | 1     | 5.    | 31:29 | 43     | Sechzehntelfinale |
| 2010   | K League         | 1     | 11.   | 42:51 | 31     | Viertelfinale     |
| 2011   | K League         | 1     | 13.   | 31:40 | 32     | Achtelfinale      |
| 2012   | K League         | 1     | 9.    | 46:40 | 67     | Achtelfinale      |
| 2013   | K League Classic | 1     | 7.    | 48:46 | 50     | Viertelfinale     |
| 2014   | K League Classic | 1     | 10.   | 33:46 | 40     | Sechzehntelfinale |
| 2015   | K League Classic | 1     | 8.    | 35:32 | 51     | Finale            |
| 2016   | K League Classic | 1     | 10.   | 43:51 | 45     | Viertelfinale     |
| 2017   | K League Classic | 1     | 9.    | 32:53 | 39     | Sechzehntelfinale |
| 2018   | K League 1       | 1     | 12.   | 46:65 | 30     | Achtelfinale      |
| 2019   | K League 1       | 1     | 11.   | 29:51 | 26     | Sechzehntelfinale |
| 2020   | K League 1       | 1     | 11.   | 25:35 | 27     | Sechzehntelfinale |
| 2021   | K League 1       | 1     | 8.    | 38:45 | 47     | 3. Hauptrunde     |
| 2022   | K League 1       | 1     | 4.    | 46:42 | 54     | 3. Hauptrunde     |
| 2023   | K League 1       | 1     | 5.    | 46:42 | 56     |                   |
| 2024   | K League 1       | 1     | 12. ▼ | 38:49 | 39     |                   |

## Trainer seit 2003
| Name             | Zeit bei Incheon United | Zeit bei Incheon United |
| Name             | von                     | bis                     |
| ---------------- | ----------------------- | ----------------------- |
| Werner Lorant    | 10. Oktober 2003        | 22. September 2004      |
| Jang Eui-ryong   | 31. August 2004         | 28. Dezember 2006       |
| Park Lee-chun    | 4. Januar 2007          | 20. Dezember 2007       |
| Jang Eui-ryong   | 21. Dezember 2007       | 9. Dezember 2008        |
| Ilija Petković   | 29. Januar 2009         | 8. Juni 2010            |
| Kim Bong-gil     | 27. Juni 2010           | 22. August 2010         |
| Heo Jeong-mu     | 24. August 2010         | 11. April 2012          |
| Kim Bong-gil     | 13. April 2012          | 19. Dezember 2014       |
| Kim Do-hun       | 13. Januar 2015         | 30. September 2016      |
| Lee Ki-hyeong    | 1. Oktober 2016         | 11. Mai 2018            |
| Park Seong-cheol | 11. Mai 2018            | 8. Juni 2018            |
| Jørn Andersen    | 9. Juni 2018            | 15. April 2019          |
| Im Joong-yong    | 15. April 2019          | 13. Mai 2019            |
| Yu Sang-cheol    | 14. Mai 2019            | 2. Januar 2020          |
| Im Wan-seob      | 6. Februar 2020         | 28. Juni 2020           |
| Lim Joong-yong   | 28. Juni 2020           | 7. August 2020          |
| Cho Sung-hwan    | 7. August 2020          | 5. Juli 2024            |
| Byun Jae-sub     | 5. Juli 2024            | 31. Juli 2024           |
| Choi Young-keun  | 1. August 2024          |                         |